# Tatjana Nikolajewna Owsijenko

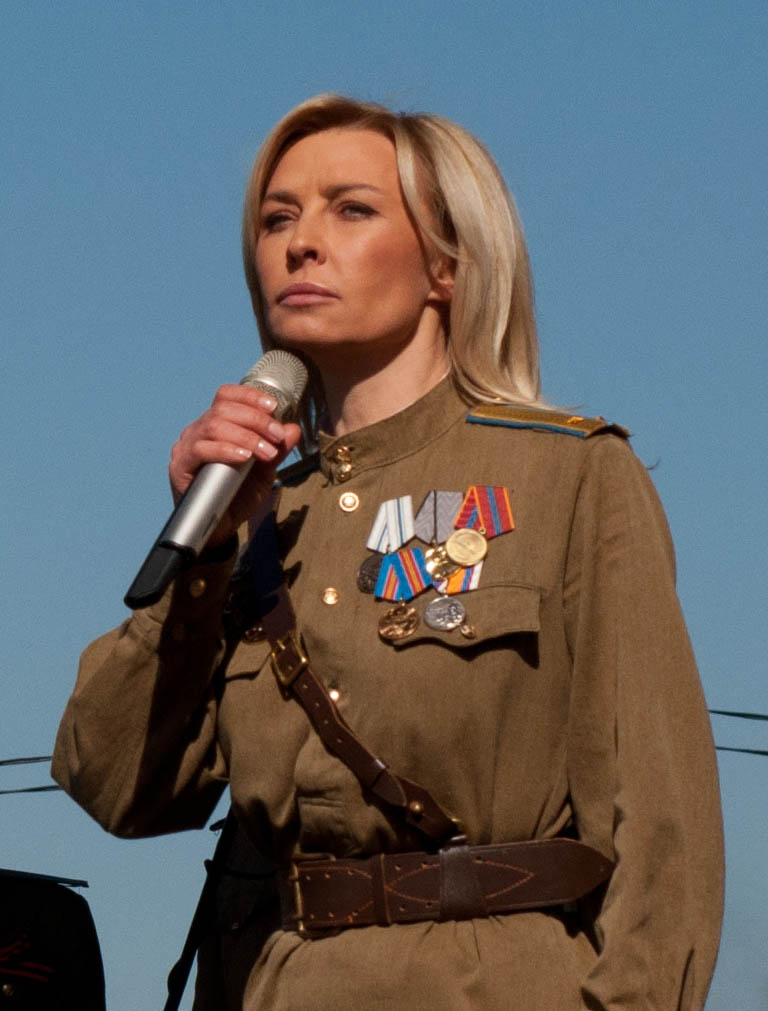
Tatjana Nikolajewna Owsijenko, 2015

Tatjana Nikolajewna Owsijenko (* 22. Oktober 1966 in Kiew, Ukrainische Sowjetrepublik, Sowjetunion) ist eine russische Sängerin. Sie war Hauptsängerin der Gruppe Mirasch von 1988–1990 und hatte nachher eine  Solokarriere.
Seit 2001 trägt sie den Orden Verdienter Künstler der Russischen Föderation.

## Diskografie

### Studio-Alben
- 1991: Красивая девчонка
- 1993: Капитан
- 1994: Не суди…
- 1995: Надо влюбиться
- 1997: За розовым морем
- 2001: Река любви моей
- 2004: Я не скажу прощай
- 2013: Время

### Kompilationen
- 1994: Татьянин день

### Singles (Auswahl)
- 1993: Капитан
- 1995: Дальнобойщик
- 1995: Школьная Пора
- 1997: Koлeчкo
- 2004: берега любви (mit Viktor Saltykov)